# بابک شادگان
بابک شادگان(۱۳۴۷-مشهد) پزشک ایرانی-کانادایی، استادیار دانشگاه بریتیش کلمبیا، مؤسس و رئیس پیشین کمیته پزشکی و مبارزه با دوپینگ ایران و همچنین رئیس کمیسیون پزشکی و مبارزه با دوپینگ اتحادیه جهانی کشتی است.

## زندگی
بابک شادگان متولد ۱۳۴۷ در شهر مشهد است. پدرش افسر نیروی هوایی بود و به این دلیل بابک در مناطق مختلفی از ایران زندگی کرده است.

## زندگی حرفه‌ای
سال ۲۰۰۰ در رشته پزشکی تخصصی ورزشی دانشگاه لندن پذیرفته شد و پس از پایان تحصیلاتش در سال ۲۰۰۳ به ایران بازگشت و اولین پزشک ورزشی آکادمیک در ایران شد. شادگان سال ۲۰۰۶ به کانادا مهاجرت کرد.